# Фудбалски савез Русије
Фудбалски савез Русије (рус. Российский футбольный союз) је главна фудбалска организација у Русији.
Фудбалски савез основан је 1912. године. Члан је Светске фудбалске федерације ФИФА од 1946, а Европске фудбалске уније УЕФА од 1954. године. После распада СССР-а национална лига први пут је играна 1992. године. Први победник био је Спартак Москва, клуб који је по освојеним трофејима и најуспешнији клуб Русије. Куп Русије организује се од 1993. године.
Прва међународна утакмица одиграна је 30. јула 1912. године у Стокхолму, Финска-Русија 2:1, а после распада СССР-а 16. августа 1992 у Москви Русија-Мексико 2:0.
Боја дресова репрезентације је бела. Репрезентација као домаћин игра на московском стадиону Лужњики капацитета 92.000 гледалаца.
Два пута је учествовала на светским првенствима (1994., 2002) и два пута на европским првенствима (2004., 2008).